# マックスマーラ

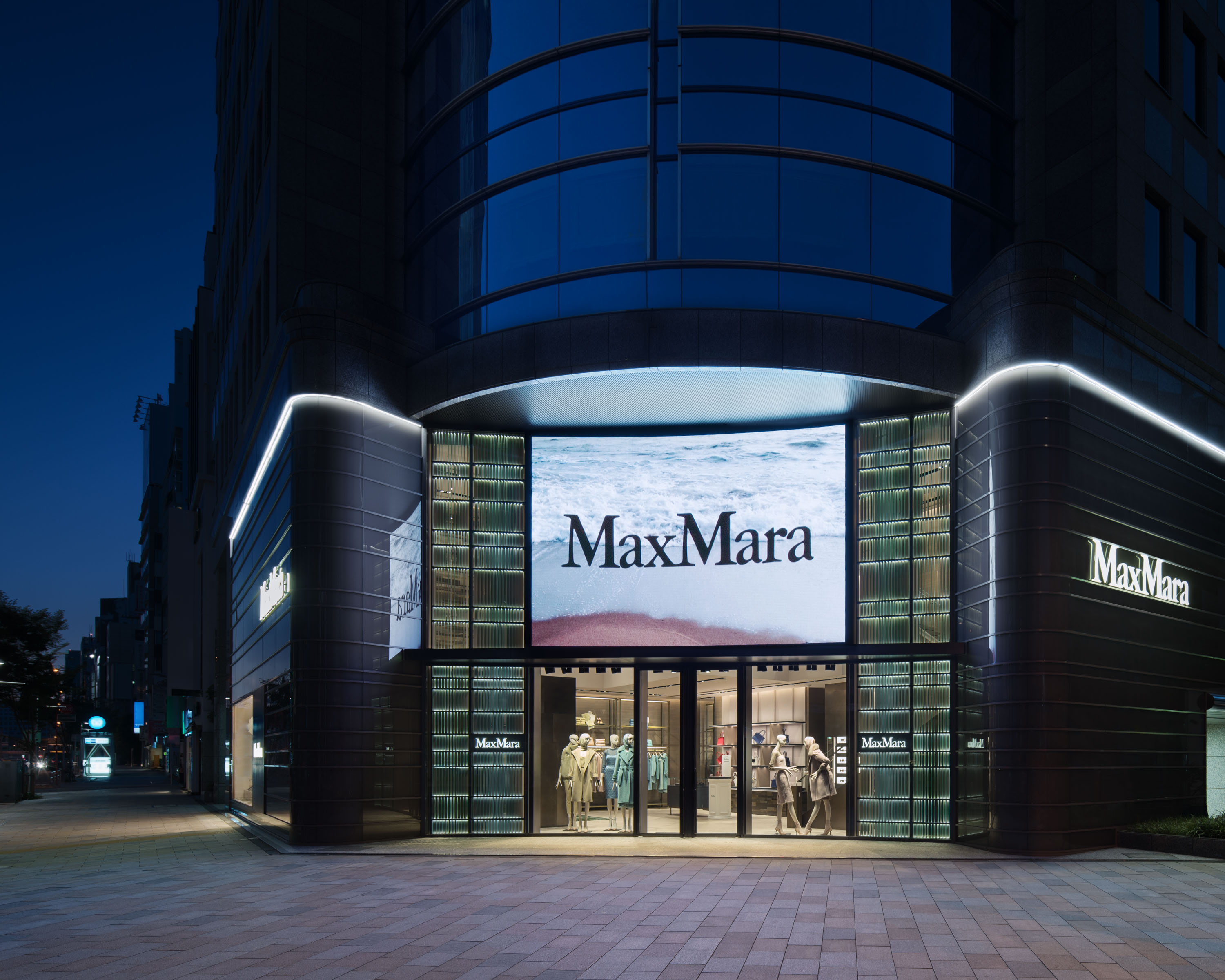
マックスマーラ青山店

マックスマーラ（Max Mara）は、イタリアのファッションブランド、及び同ブランドを展開する企業。主にレディース向けのラグジュアリーファッションを販売している。オーナー一族の経営するグループ企業「マックスマーラ・ファッショングループ」のメインブランドであり、現在19のコレクションを展開し、世界100国、約2368カ所の店舗で販売を行っている。

## 沿革
- 1951年 - アキーレ・マラモッティがイタリアのレッジョ・エミリアで創業[1]。
- 1959年 - 工場を設立し、オートクチュールのようなコートをプレタポルテで量産できるシステムを確立[1]。
- 1969年 - ブランド「スポーツマックス」を創立[1]。
- 1980年 - ブランド「マリナ リナルディ（イタリア語版）」を創立[2]。
- 1981年 - アンヌ・マリー・ベレッタ（イタリア語版）のデザインによるコート「101801」が誕生[1]。
- 1983年 - ブランド「ウィークエンド マックスマーラ」を創立[1]。
- 2013年 -「101801」に次ぐ新たなアイコンコート「テディベアコート」が発表された。[3]。

## 日本での沿革
- 1989年 - 三喜商事株式会社の子会社としてマックスマーラ ジャパンが設立[1]。
- 1994年 - 東京・青山に旗艦店をオープン[1]。
- 2015年 - 青山店がリニューアル[1]。
- 2016年 - 三井物産がマックスマーラ ジャパンを連結子会社化[1]。

## 商品
マックスマーラを代表するアイテムはコートであり、1981年にフランス人のアンヌ・マリー・ベレッタによってデザインされたウールカシミア製のコート「101801」や、2013年に発売された「テディベアコート」などが有名である。
今までに起用されてきた著名なデザイナーには、カール・ラガーフェルド、ドルチェ&ガッバーナ、ジャン・シャルル・ドゥ・カステルバジャック、ギー・ポーラン（Guy Paulin）、フランコ・モスキーノなどがいる。

## 主なブランド
- マックスマーラ
- スポーツマックス
- ウィークエンド マックスマーラ
- マックスマーラ ステュディオ
- マックスマーラ ザ キューブ
- マックス アンド コー
- マリナ リナルディ
- マックスマーラ・ブライダル

などがある。